# Patrasbugten
Patrasbugten (græsk: Πατραϊκός Κόλπος, Patraikós Kólpos) er en gren af Det Joniske Hav i det vestlige Grækenland. I øst grænser den til Riosundet mellem pynterne Rio og Antirrio, nær Rio-Antirrio-broen ved indsejlingen til Korinthbugten. Mod vest er det afgrænset af en linje fra øen Oxeia til Cape Araxos. Mod nord er det afgrænset af kysten af Aetolia-Acarnania på det kontinentale Grækenland og mod syd af Achaea på den Peloponnesiske halvø. Den er 40-50 kilometer lang, 10-20 kilometer bred og har et areal på 350–400 km2.
Havnebyen Patras ligger mod sydøst og er den eneste store havn ved bugten. Den betjener færger til Ancona og Brindisi i Italien og til Kefalonia. På den nordlige bred har Missolonghi også en havn. De gamle havne i Rio og Antirrio ligger i den østlige ende af Golfen; der er en færgefart mellem dem, som supplerer trafikken over Rio-Antirio-broen. Golfen er rig på fisk og bløddyr, herunder havsnegle og muslinger.

## Historie
En række store søslag fandt sted i Patrasbugten: Slaget ved Patras i 1772 og Slaget ved Lepanto i 1571, et af de største søslag, der nogensinde er udkæmpet. Lepanto selv ligger længere mod øst i Korinthbugten.

## Byer
Følgende større byer og byer ligger langs Patrasbugten (fra vest til øst):
- Nordsiden, Aetolien-Acarnania : Aitoliko, Missolonghi, Antirrio
- Sydsiden, Achaea: Kato Achaia, Vrachnaiika, Roitika, Paralia, Patras, Rio

## Floder og vandløb
Følgende floder løber ind i Patrasbugten (fra vest til øst):
- Nordsiden:
  - Evinos
- Sydsiden:
  - Peiros
  - Panagitsa
  - Glafkos
  - Meilichos
  - Charadros